# Йосіміне но Ясуйо
Йосіміне но Ясуйо (785 — 2 серпня 830) — середньовічний державний діяч, вчений, поет періоду Хейан.

## Життєпис
Походив з імператорського правлячого дому. Син імператора Камму та Кудара но Нагацугу (її перед тим було взято у Фудзівара но Утімаро). Народився 785 року. З дитинства виявив хист до навчання. У віці 5 років знав на пам'ять конфуціанський трактат «Сяо цзін» («Трактат про синівську шанобливість»). В подальшому мав неабиякі успіхи в вивченні китайської літературної мови.
У 802 році отримав родове прізвище Йосіміне, ставши засновником відповідного клану. Отримав титул асон і маєток у правій частині столиці Хейан-кьо. 807 року стає молодшим офіцером (тайї) Правої внутрішньої палацової гвардії (у-коно'ефу), 808 року — Лівої внутрішньої палацової гвардії. Також стає власником старшого шостого рангу, наступного року — молодшого п'ятого рангу.
809 року призначено першим старшим офіцером (сьосьо) Правої внутрішньої палацової гвардії. Наприкінці року призначється головою Музичної палати (Гагаку-рьо). Протягом 810 року послідовно обіймав посаду заступника губернатора провінцій Танґо, Тамба і Тадзіма. Водночас того ж року спочатку призначається усьобеном (другим помічником Правого головного ревизора), а потім сасьобеном (другим помічником лівого головного ревизора).
811 року переходить до імператорського архіву (курдо-докоро) на посаду хранителя 5-го рангу. Разом з цим стає заступником голови Лівої зовнішньої палацової гвардії (са-емонфу). 814 року досяг молодшого четвертого рангу. Того ж року послідовно обіймав посади очільника Правих імператорських стаєнь, Лівих імператорських стаєнь, заступника очільника спочатку Лівої середньої палацової гвардії, потім голови Лівої зовнішньої палацової гвардії. 815 року призначено головою Поліцейсько-судового управління столиці. 816 року стає Правим головим ревізором (удайбеном) ікамі (губернатором) провінції Мімасака, потім провінції Омі. Також Йосіміне но Ясуйо призначено санґі, що дозволило увійти до гісейкану (політичної ради при дайдзьокані).
820 року отримав старший четвертий ранг. Згодом призначено садайбеном (Лівим головним ревизором), а 821 року — середнім державним радником. Вже 823 року досяг старшого третього рангу. У 821—823 роках також обіймав посади адзеті (імператорського інспектора) провінції Муцу, де сприяв закріпленю японської влади після перемог над емісі. Крім того, очолював Управління справами палацу спадкоємця трону Отомо та Праву внутрішню палацову гвардію.
826 року разом з Фудзівара но Фуюцугу ініціював спорудження буддистського центру дайдзьбокан-кайдан. 828 року призначено старшим державним радником. Помер 830 року.

## Творча діяльність
З 819 року брав участь у складанні хроніки «Ніхон кокі» («Пізні аннали Японії») підорудою Фудзівара но Фуюцуґу, яка була остаточно завершена лише в 840 році під керівництвом Фудзівара но Оцугу; написання «Дайрісікі» («Нормативні постанови імператорського палацу», 821 рік).
Також очолив упорядкування антологія придворної літератури «Кейкоку-сю» («Вірші, зібрані для упорядкування держави»), куди увійшли його власні вірші у стилі кансі. В період Хейан Йосіміне но Ясуйо вважався визнаним знавцем красного письменства, а його твори були включені в багато літературних антологій.
Йосіміне но Ясуйо був прихильником буддистської секти Тендай.

## Родина
1. Дружина — з клану Тадзіхі
Діти:
- Йосіміне но Кійокадзе (820—863)

2. Від невідомих дружин і наложниць:
- Йосіміне но Ітабі (806—849), камі провінції Етідзен
- Йосіміне но Наґамацу (814—879), камі провінції Ямашіро
- Хендзьо (816—890), поет
- Йосіміне но Такаюкі (д/н—після 841), камі провінції Муцу
- Йосіміне но Токінао